# Nuvole e lenzuola
Nuvole e lenzuola è un singolo del gruppo musicale italiano Negramaro, pubblicato il 26 maggio 2006 come quarto estratto dal terzo album in studio Mentre tutto scorre.
Il brano, presentato al Festivalbar 2006, ha fatto aggiudicare al gruppo il riconoscimento come "Best Performer". Il brano è stato inoltre incluso nella tracklist di Guitar Hero World Tour, quarto titolo della serie di videogiochi musicali Guitar Hero.

## Tracce
CD promozionale
1. Nuvole e lenzuola – 3:21

CD
1. Nuvole e lenzuola – 3:21
2. Nubes y sábanas (nuvole e lenzuola) – 3:20
3. Astolfo – 4:24

CD promozionale – remix
1. Nubes y sábanas (nuvole e lenzuola) (Mousse T. Remix) – 3:25
2. Nuvole e lenzuola (Mousse T. Remix) – 3:25

12" – remix
- Lato A

1. Nubes y sábanas (Mousse T. Remix - Extended Version) – 5:27
2. Nubes y sábanas (Mousse T. Remix) – 3:25

- Lato B

1. Nuvole e lenzuola (Mousse T. Remix - Extended Version) – 5:27
2. Nuvole e lenzuola (Mousse T. Remix) – 3:25

## Formazione
Gruppo
- Giuliano Sangiorgi – voce, chitarra, arrangiamento
- Emanuele Spredicato – chitarra, arrangiamento
- Ermanno Calà – basso, arrangiamento
- Andrea Mariano – pianoforte, sintetizzatore, arrangiamento
- Danilo Tasco – batteria, arrangiamento
- Andrea "Pupillo" De Rocco – campionatore, arrangiamento

Produzione
- Corrado Rustici – produzione, arrangiamento
- David Frazer – registrazione, missaggio
- Fausto Demetrio – assistenza alla registrazione
- Roberto Di Falco – assistenza al missaggio
- Massimo Viscardi – assistenza al missaggio
- Stephen Mercussen – mastering

## Classifiche

### Classifiche settimanali
| Classifica (2006) | Posizione massima |
| ----------------- | ----------------- |
| Italia            | 11                |

### Classifiche di fine anno
| Classifiche (2006) | Posizione |
| ------------------ | --------- |
| Italia             | 42        |